# Sertularella fusoides
Sertularella fusoides is een hydroïdpoliep uit de familie Sertulariidae. De poliep komt uit het geslacht Sertularella. Sertularella fusoides werd in 1926 voor het eerst wetenschappelijk beschreven door Stechow. 